# Cotarsina
Cotarsina is een geslacht van vlinders van de familie Uilen (Noctuidae), uit de onderfamilie Cuculliinae.

## Soorten
- C. belensis Köhler, 1973
- C. clavata Köhler, 1952
- C. fleissiana Köhler, 1959
- C. gentiliana Köhler, 1961
- C. gracilis Köhler, 1961
- C. maxima Köhler, 1961
- C. roseofulva Köhler, 1952
- C. sulferea Köhler, 1973
- C. vivax Köhler, 1952